# 小行星3983
小行星3983  左紀子（英語：3983 Sakiko）是一颗围绕太阳公转的小行星。1984年9月20日，安東寧·姆爾科斯在克列特发现了此天体，以日本天體軌道計算家中野主一的妹妹，中野 左紀子命名。
这颗小行星的绝对星等为12.9等。